# Coipasa
Coipasa es una población y municipio rural de Bolivia, ubicado en la provincia de Sabaya del departamento de Oruro.
El municipio está conformado por comunidades rurales, circundantes a la población de Coipasa y rodeadas por el Salar de Coipasa.
La sección municipal fue creada por Ley de 8 de junio de 1966, durante la presidencia de Alfredo Ovando Candia.

## Demografía
De acuerdo con el censo boliviano de 2024, la población del municipio de Coipasa es de 1 405 habitantes.
La población del municipio casi se cuadriplicó entre 1992 y 2024:
| Año  | Habitantes (municipio) | Fuente |
| ---- | ---------------------- | ------ |
| 1992 | 406                    | Censo  |
| 2001 | 616                    | Censo  |
| 2012 | 903                    | Censo  |
| 2024 | 1 405                  | Censo  |